# Mihulka

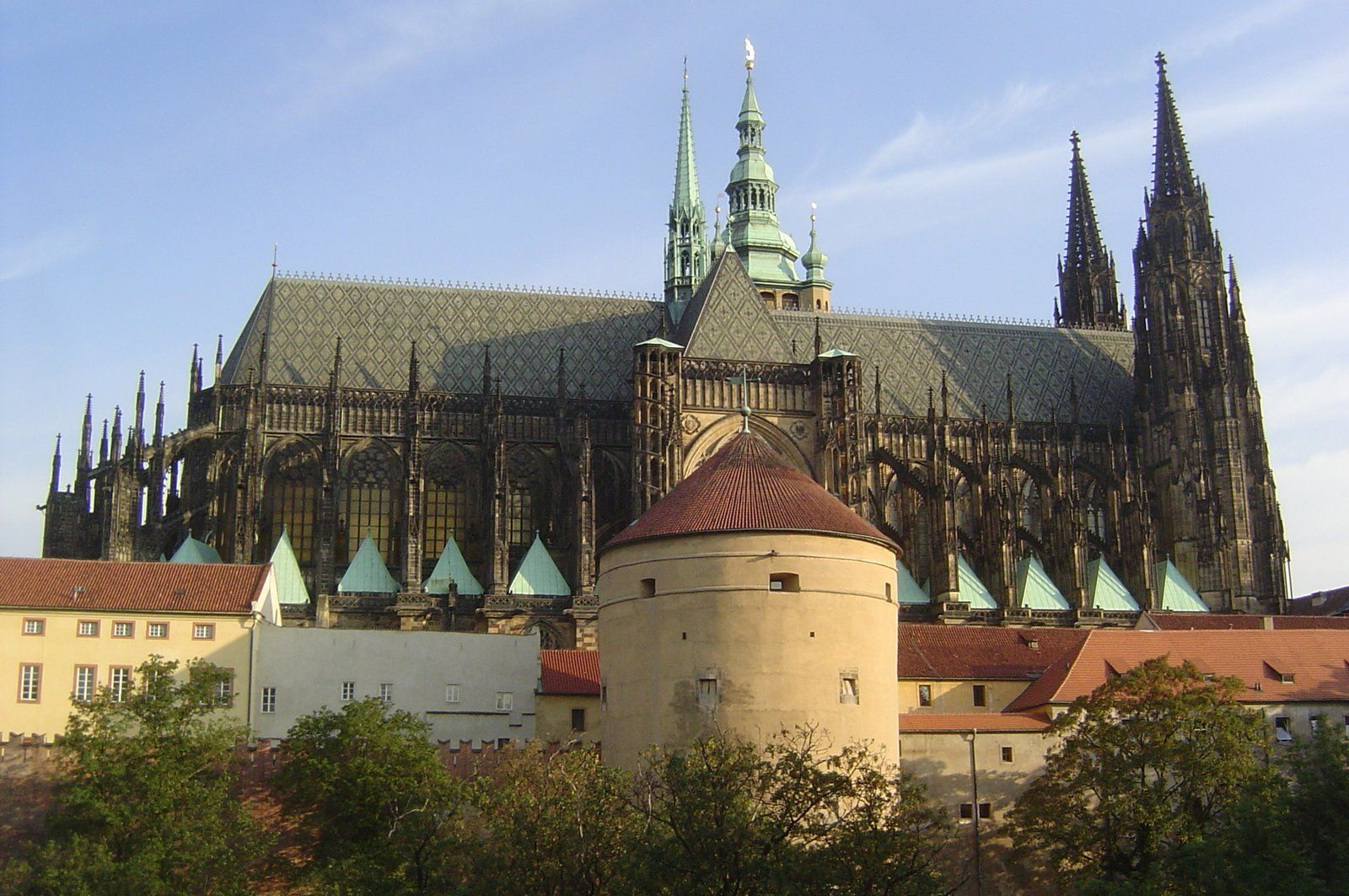
Mihulka, im Hintergrund der Veitsdom

Die Mihulka (tschechisch Mihulka), auch Pulverturm (Prašná věž) genannt, ist einer der drei Wehrtürme der bis heute gut erhaltenen spätmittelalterlichen Befestigung auf der Nordseite der Prager Burg. Sie wurde Ende des 15. Jahrhunderts während der Regierungszeit von König Vladislav II. nach einem Projekt des Baumeisters Benedikt Ried gebaut.
Mihulka ist der mächtigste und wichtigste der drei vorgelagerten Wehrtürme über dem steilen Abhang des Hirschgrabens. Die beiden anderen Türme sind Daliborka und der Weiße Turm. Sie wurden gebaut, um Artillerieangriffe aus dem Hirschgraben und von der gegenüberliegenden Ebene abzuwehren. Der zylindrische steinerne Mihulka-Turm ist 27,4 Meter hoch. Auf vier Stockwerken gibt es Schießscharten für Kanonen unterschiedlichen Kalibers und im untersten Stockwerk Schießscharten für Handfeuerwaffen.
Der Name Mihulka bürgerte sich wahrscheinlich erst im 19. Jahrhundert ein. Der Turm bekam ihn wegen seines runden Querschnitts in Anspielung auf die im Wasser lebenden Rundmäuler „Mihule“ (deutsch Neunauge). In historischen Dokumenten taucht der Turm unter unterschiedlichen Namen auf: Neuer Turm (Nová věž), Runde Bastion (Kulatá bašta), Laboratorium oder Schwedisches Laboratorium (Švédské laboratorium).
Im Lauf seiner Geschichte diente der Turm ganz unterschiedlichen Zwecken. Der verheerende Stadtbrand, der im Jahr 1541 auf der Kleinseite ausbrach, erfasste auch die Burg und beschädigte Mihulka schwer. Nach dem Wiederaufbau richtete der Glockengießer und Büchsenmacher Tomáš Jaroš im Turm seine Wohnung und Werkstatt ein. Unter seiner Leitung entstanden die Singende Fontäne für den Königlichen Garten und die Sigismundglocke für den Veitsdom.
Während der Regierungszeit des Kaisers Rudolf II. versuchten hier Alchemisten wie z. B. Edward Kelley für den Kaiser Blei in Gold zu verwandeln. Im 16. Jahrhundert diente der Turm auch als Kerker. Im Dreißigjährigen Krieg wurde hier Schießpulver hergestellt und gelagert, daher kommt die bis heute verwendete Bezeichnung Pulverturm. Auch die benachbarte Pulverbrücke über dem Hirschgraben bekam danach ihren Namen. Bei der Invasion schwedischer Truppen kam es im Jahr 1649 zu einer Explosion des Schießpulvers und der Turm erlitt schwere Schäden. Er diente noch bis 1754 als Lager für Schießpulver, danach wohnten hier bis ins 20. Jahrhundert Kirchendiener des Veitsdoms.
An der Wende der 1970er und 1980er Jahre wurde der Turm renoviert und als Museum eingerichtet. Die Ausstellung zeigt mittelalterliche Handwerkskunst, Metallgießerei und Alchemie am Hof von Kaiser Rudolf II. Bis zum Jahr 1989 mussten aber aus Sicherheitsgründen alle Fenster, die zum Hirschgraben führten, verblendet werden. Denn in der Präsidentenvilla im gegenüberliegenden Königlichen Garten wohnte der damalige Staatspräsident Gustáv Husák. Seit 2008 befindet sich im Mihulka-Turm eine Dauerausstellung des Militärhistorischen Instituts und der Prager Burgwache über die Geschichte der Burgwache mit dem Titel „Vom Gefolge der Fürsten bis zur Burgwache des Präsidenten“ („Od knížecí družiny k Hradní stráži prezidenta“).
Mihulka erreicht man durch einen Durchgang von der Straße Vikářská an der Nordseite des Veitsdoms.